# Đường cong J (kinh tế)
Đường cong J là một đường mô tả hiện tượng tài khoản vãng lai của một quốc gia sụt giảm ngay sau khi quốc gia này phá giá tiền tệ của mình và phải một thời gian sau tài khoản vãng lai mới bắt đầu được cải thiện. Quá trình này nếu biểu diễn bằng đồ thị sẽ cho một hình giống chữ cái J.
Các lý luận kinh tế học nói rằng khi phá giá tiền tệ, giá hàng xuất khẩu định danh bằng ngoại tệ trở nên thấp đi trong khi giá hàng nhập khẩu định danh bằng nội tệ tăng lên. Vì thế, đất nước sẽ tăng xuất khẩu và giảm nhập khẩu. Kết quả là cán cân vãng lai (xuất khẩu trừ đi nhập khẩu) sẽ được cải thiện. Tuy nhiên, trong thực tế, về phía cầu, hoạt động xuất nhập khẩu diễn ra dựa trên các hợp đồng, vì thế lượng hàng xuất nhập khẩu không thay đổi đồng thời với thay đổi giá cả (do tỷ giá thay đổi). Còn về phía cung, việc điều chỉnh trang thiết bị sản xuất để sản xuất thêm hàng xuất khẩu cần thời gian.
Tóm lại, chính sự thay đổi giá cả và thay đổi khối lượng hàng hóa không diễn ra đồng thời là nguyên nhân trực tiếp của hiện tượng Đường cong J.
Liên kết ngoài
- Exchange Rate and Trade Balance in East Asia: Is There a J−Curve? Lưu trữ ngày 7 tháng 9 năm 2006 tại Wayback Machine (pdf).
- Estimation of the J-Curve in China Lưu trữ ngày 28 tháng 9 năm 2007 tại Wayback Machine (pdf)